# Rivière Saint-Esprit
Rivière Saint-Esprit är ett vattendrag i Kanada.   Det ligger i provinsen Québec, i den sydöstra delen av landet, 180 km öster om huvudstaden Ottawa.
Trakten runt Rivière Saint-Esprit består till största delen av jordbruksmark. Runt Rivière Saint-Esprit är det ganska tätbefolkat, med 120 invånare per kvadratkilometer.